# Bourgogne (farve)
 Denne artikel omhandler en farve. Opslagsordet har også en anden betydning, se Burgundy.
 Denne artikel omhandler en farve. Opslagsordet har også en anden betydning, se Bourgogne.
Bourgogne er en rødlig farve meget nær bordeaux dog en smule lysere. Farven vil i daglig tale ofte blive omtalt som vinrød, men dette er ikke helt korrekt, da der findes flere farver som kan gå ind under dette navn. Også navnet burgundy benyttes undertiden.